# Annelise Thimme
Annelise Thimme (* 24. November 1918 in Berlin; † 5. April 2005 in Göttingen) war eine deutsche Historikerin.
Thimme war die jüngste Tochter des Historikers Friedrich Thimme (1868–1938); der Archäologe Jürgen Thimme war ihr Bruder. Sie studierte in Berlin, Freiburg i. Br. und Göttingen und promovierte 1951 bei Siegfried A. Kaehler in Göttingen. Seit 1968 war sie Professorin für Deutsche Geschichte an der University of Alberta in Kanada.

## Schriften (Auswahl)
- Friedrich Thimme 1868–1938. Ein politischer Historiker, Publizist und Schriftsteller in seinen Briefen. Boldt, Boppard am Rhein 1994; ISBN 3-7646-1937-6.
- Flucht in den Mythos. Die Deutschnationale Volkspartei und die Niederlage von 1918. Vandenhoeck & Ruprecht, Göttingen 1969; DNB 458333514.
- Gustav Stresemann. Eine politische Biographie zur Geschichte der Weimarer Republik. Norddeutsche Verlags-Anstalt Goedel, Hannover / Frankfurt am Main 1957; DNB 455048835.
- Hans Delbrück als Kritiker der wilhelminischen Epoche. Droste, Düsseldorf 1955; DNB 455048827.